# (36316) 2000 LC12
2000 LC12 (asteroide 36316) é um asteroide da cintura principal. Possui uma excentricidade de 0.09315720 e uma inclinação de 20.43466º.
Este asteroide foi descoberto no dia 4 de junho de 2000 por LINEAR em Socorro.